# Huichapan
Esta página se refiere a una localidad. Para el municipio homónimo véase Municipio de Huichapan
Huichapan es una localidad, cabecera del municipio de Huichapan en el estado de Hidalgo en México. El 6 de octubre del 2012 fue nombrado como uno de los Pueblos mágicos de México.

## Geografía
Se encuentra en el Valle del Mezquital, le corresponden las coordenadas geográficas 20°22′31.127″ de latitud norte y 99°39′4.25″ de longitud oeste, con una altitud de 2109 m s. n. m. Cuenta con un clima semiseco templado; con una temperatura anual de 16 °C; precipitación pluvial media de 437 milímetros por año con un periodo de lluvias en los meses de mayo a septiembre.
En cuanto a fisiografía, se encuentra dentro de la provincia de la Eje Neovolcánico dentro de la subprovincia de Llanuras y Sierras de Querétaro e Hidalgo; su terreno es de lomerío. En lo que respecta a la hidrografía se encuentra posicionado en la región Panuco, dentro de la cuenca del río Moctezuma, en la subcuenca del río Tecozautla.

## Demografía
De acuerdo con el Censo de Población y Vivienda 2020 del INEGI; la localidad tiene una población de 9853 habitantes, lo que representa el 20.78 % de la población municipal. De los cuales 4629 son hombres y 5224 son mujeres; con una relación de 88.61 hombres por 100 mujeres.
Las personas que hablan alguna lengua indígena, es de 91 personas, alrededor del 0.92 % de la población de la ciudad. En la ciudad hay 56 personas que se consideran afromexicanos o afrodescendientes, alrededor del 0.57 % de la población de la ciudad.
De acuerdo con datos del censo INEGI 2020, unas 8070 declaran practicar la religión católica; unas 960 personas declararon profesar una religión protestante o cristiano evangélico; 23 personas declararon otra religión; y unas 782 personas que declararon no tener religión o no estar adscritas en alguna.
| Gráfica de evolución demográfica de Huichapan entre 1900 y 2020                              |
|                                                                                              |
| Población de los censos y conteos del Instituto Nacional de Estadística y Geografía (INEGI). |

## Hermanamientos
La ciudad de Huichapan está hermanada con las siguientes ciudades:
- Teotihuacán de Arista, México (2010)[15]
- Jungapeo, México (2012)[16]
- Rayón, México  (2014)[17]
- Tlalpujahua de Rayón, México (2016)[18]
- Zitácuaro, México (2016)[19]